# Hemphill (Teksas)
Hemphill je grad u američkoj saveznoj državi Teksas. Prema popisu stanovništva iz 2010. u njemu je živjelo 1.198 stanovnika.